# 朱海君
朱海君（1985年8月31日—），臺灣女歌手、演員、主持人。畢業於高雄市私立中華藝術職業學校、東方技術學院二專部化妝品應用與管理科。2015年4月起，接任客家電視台節目《鬧熱打擂台》第二代女主持人一職，與客籍歌手的羅時豐搭檔主持至今。2018年8月起，也接任客家電視台戶外表演節目《鄉親同樂會》女主持人一職，與客籍歌手的吳勇濱搭檔主持至今。曾兩度入圍金曲台語歌后，並以《花開的時》獲得第31屆金曲獎最佳台語女歌手獎。後又以台語專輯《夢見蘇西》、《正確的答案》連續入圍第32屆金曲獎、第33屆金曲獎最佳台語女歌手獎。

## 生平
朱海君於1985年8月31日出生於高雄縣美濃鎮。1997年，參加由八大電視主辦的第一屆『白冰冰悅氏盃歌唱比賽』，主持人是李登才與陳盈潔，在南部初賽200多人中，贏得第一名。卻因為在總決賽選了一首未發行的歌曲演唱，引發評審爭議，因此沒得名。後來又參加了由三立影視製作的21世紀新人歌唱排行榜兒童組，以衛冕21關成績順利過關，之後便上高中，開始專心唸書。2005年，參加由八大電視製作的亞洲新人歌唱大賽，並贏得『第二屆亞洲新人歌唱大賽的總冠軍』。2006年，參加海峽衛視主辦的第一屆「全球閩南語歌曲創作演唱大賽」，獲『最具潛力歌手獎』。2008年，加入豪記唱片，發行個人首張專輯《三生石》。戲劇方面，曾參與八大第一台《第一劇場》及香港電影《黑道之無悔今生》、古裝偶像劇《蘭陵王》等演出。

## 個人生活
2013年7月12日，與藝人NONO奉子成婚；結婚後2個月，宣佈已懷孕三個月。2014年3月2日，長女誕生。

## 音樂作品

### 音樂專輯
| 專輯 # | 專輯資料 | 曲目 |
| ------ | --- | --- |
| 1.     | 《三生石》[CD+VCD專輯] - 發行日期： 2008年11月4日 - 語言：台語 - 發行公司：豪記唱片 / 上豪唱片                                 | 曲目 1. 沒法度 2. 三生石（Feat.李明洋） 3. 心肝著火（Feat.翁立友） 4. 鴛鴦夢 5. 算你行 6. 風中夢 7. 誰叫我要愛著你 8. 嘜如何 9. 咖啡 10. 油桐花                                                           |
| 2.     | 《紙糊的心》[CD專輯] & [VCD專輯] & [DVD專輯] - 發行日期： 2010年3月26日 - 語言：台語 - 發行公司：豪記唱片 / 上豪唱片           | 曲目 1. 紙糊的心 2. 我願意（Feat.蔡小虎） 3. 戀戀沙崙站 4. 坎站 5. 感情啊 6. 夢花 7. 醉清香 8. 用性命買空虛 9. 疼人心 10. 永遠陪你行                                                                      |
| 3.     | 《多情啊》[CD專輯] & [VCD專輯] & [DVD專輯] - 發行日期： 2011年4月8日 - 語言：台語 - 發行公司：豪記唱片 / 上豪唱片              | 曲目 1. 海甲天 2. 多情啊（Feat.翁立友） 3. 用心相疼痛（Feat.李明洋） 4. 秋天 5. 留袂著的春天 6. 老唱盤 7. 孤單影 8. 袂凍做伙 9. 愛情銀行 10. 感謝你                                                       |
| 4.     | 《追幸福》[CD專輯] & [VCD專輯] & [DVD專輯] - 發行日期： 2012年3月16日 - 語言：台語、中文 - 發行公司：豪記唱片 / 上豪唱片       | 曲目 1. 追幸福 2. 愈做愈絕 3. 最後的情人 4. 為君愁 5. 春天還袂醒 6. 寄袂出的批信 7. 我想念（Chinese） 8. 我的人我的夢（Feat.李明洋） 9. 不免驚（Feat.李明洋） 10. 海底模針                                |
| 5.     | 《愛你之前》[CD+VCD專輯] - 發行日期： 2013年3月27日 - 語言：台語 - 發行公司：豪記唱片 / 上豪唱片                               | 曲目 1. 愛你之前 2. 愛你之後 3. 愛情的逃兵 4. 愛的當時 5. 愛錢愛情 6. 愛的鑰匙 7. 愛到最後無撇步 8. 愛到無退路 9. 暖味 10. 走找幸福                                                                       |
| 6.     | 《疼惜女人心》[CD+DVD專輯] - 發行日期： 2015年7月30日 - 語言：台語 - 發行公司：豪記唱片 / 豪聲唱片                             | 曲目 1. 水噹噹(feat. NONO) 2. 疼惜女人心（民視《嫁妝》片尾曲） 3. 心痛看祙到 4. 阿母的針車 5. 執迷不悟 6. 趁早 7. 傷心是一種美麗 8. 無痕的情字 9. 活是爲著你(feat. 李明洋) 10. 戀戀沙崙站+夜市人生+意難忘 |
| 7.     | 《望露的春花》[CD+DVD專輯] - 發行日期： 2016年8月5日 - 語言：台語 - 發行公司：豪記唱片 / 豪聲唱片                              | 曲目 1. 一朵花 2. 望露的春花（民視《春花望露》片尾曲） 3. 相思過頭 4. 夢醒心碎 5. 女人淚 6. 阿嬤的名 7. 感情用事 8. 思念在飛                                                                              |
| 8.     | 《等天光》[CD+DVD專輯] - 發行日期： 2017年7月26日 - 語言：台語 - 發行公司：豪記唱片 / 豪聲唱片                                 | 曲目 1. 等天光 2. 愛的燈火 vs吳俊宏 3. 夢醒在天涯 4. 不是不愛 5. 探戈跳抹煞 6. 石磨的心 7. 春天的露水 8. 思念行李                                                                                         |
| 9.     | 《思念來借過》[CD+DVD專輯] - 發行日期： 2018年12月28日(數位)、2019年1月10日(實體) - 語言：台語 - 發行公司：豪記唱片 / 豪聲唱片 | 曲目 1. 醉心花 2. 思念來借過 3. 等待再相見 vs鄔兆邦 4. 感情已經空 5. 傷心火車 6. 若有愛我 7. 愛已經超載 8. 孤雁望雙飛                                                                                     |
| 10.    | 《花開的時》[CD+DVD專輯] - 發行日期： 2019年12月17日 - 語言：台語 - 發行公司：豪記唱片 / 豪聲唱片                              | 曲目 1. 花開的時 2. Touch a star 3. 妳我 vs喬幼 4. 無你的圓滿 5. 行吧 6. 如今 7. 好 8. 阮心內有一個夢 |
| 11.    | 《夢見蘇西》[CD+DVD專輯] - 發行日期： 2020年12月25日 - 語言：台語 - 發行公司：豪記唱片 / 豪聲唱片                              | 曲目 1. 夢見蘇西 2. 牽手1234 3. 改頭換面 vs向蕙玲 4. 憨憨啊等 5. 想看麥 6. 彼那天 7. 我最愛的寶貝 8. 逛街                                                                                                 |
| 12.    | 《正確的答案》[CD+DVD專輯] - 發行日期： 2021年12月23日 - 語言：台語 - 發行公司：豪記唱片 / 豪聲唱片                            | 曲目 1. 正確的答案 2. 我的世界 3. 給爸爸 4. 黑頭車 5. 你想我想你 6. 坑 7. 無聊情歌 8. 腳印 |
| 13.    | 《初次見面》[CD專輯] - 發行日期： 2023年3月17日 - 語言：台語 - 發行公司：豪記唱片 / 豪聲唱片                                   | 曲目 1. 初次見面 2. 你嘛就要忍耐 3. 眼睛的雨 vs陳隨意 4. 不回 5. 風聽我講 6. 漸漸 7. 多心的人 8. 迷亂 |

## 演出作品

### 電視劇
| 年份   | 播出頻道                                 | 劇名                | 飾演   |
| ------ | ---------------------------------------- | ------------------- | ------ |
| 2007年 | 八大第一台                               | 《第一劇場》 回魂夜 | 胡淑美 |
| 2013年 | 浙江衛視 東方衛視 深圳衛視 雲南衛視 中視 | 《蘭陵王》          | 小翠   |
| 2022年 | 民視                                     | 《黃金歲月》        | 朱海君 |

## 主持作品

### 電視節目
| 年份          | 播出頻道   | 節目名稱       | 附註               |
| ------------- | ---------- | -------------- | ------------------ |
| 2018年~2020年 | 客家電視台 | 《鄉親同樂會》 | 與吳勇濱共同主持。 |

## 獎項紀錄
| 年份 | 獎項         | 類別             | 提名           | 結果 |
| ---- | ------------ | ---------------- | -------------- | ---- |
| 2018 | 第29屆金曲獎 | 最佳台語女歌手獎 | 《等天光》     | 提名 |
| 2020 | 第31屆金曲獎 | 最佳台語女歌手獎 | 《花開的時》   | 獲獎 |
| 2021 | 第32屆金曲獎 | 最佳台語女歌手獎 | 《夢見蘇西》   | 提名 |
| 2022 | 第33屆金曲獎 | 最佳台語女歌手獎 | 《正確的答案》 | 提名 |

## 外部連結
- 朱海君 Angel的Facebook專頁
- 朱海君的Instagram帳戶